# Otto von Münchhausen (Landrat, 1780)
Otto Friedrich Johann Gerlach von Münchhausen (* 2. Dezember 1780 in Kalitz; † 13. Januar 1872 in Leitzkau) war von 1816 bis 1850 erster preußischer Landrat des Kreises Jerichow I und Geheimer Regierungsrat und Domherr in Magdeburg.
Er entstammte dem Adelsgeschlecht von Münchhausen und war der älteste Sohn des Gerlach von Münchhausen (1740–1791), Gutsherr auf Kalitz, und der Marie Charlotte von Brietzke (1759–1845). Er studierte an der Universität Erlangen und wurde dort 1801 Mitglied des Corps Marchia. Aus seiner Ehe mit Wilhelmine von Meyerink gingen acht Kinder hervor.